# Les Introuvables (album de Renaud)
Pour les articles homonymes, voir Les Introuvables.
Albums de Renaud
À la belle de Mai
(1994) Renaud chante Brassens
(1996)
Les Introuvables est une compilation de Renaud, sortie en 1995.
Il est composé de morceaux rares, précédemment sortis dans diverses compilations.

## Liste des pistes
| No  | Titre | Durée |
| --- | --- | ----- |
| 1.  | Welcome Gorby (Parue sur le single La Ballade Nord-Irlandaise, 1992)                                                                           | 4:46  |
| 2.  | Toute seule à une table (Parue sur la compilation Urgence contre le Sida 1992)                                                                 | 4:07  |
| 3.  | Miss Maggie (version anglaise) | 4:13  |
| 4.  | Ourson prisonnier (Paru sur L'évasion de Toni comédie musicale de Annette Domont et Pierre Grosz, 1994 (chanson de Henri Dès et Pierre Grosz)) | 1:56  |
| 5.  | Sidi h' bibi (Reprise de la Mano Negra, parue sur la compilation Diversion, 10 ans de Virgin France, 1990)                                     | 3:46  |
| 6.  | Fanny de la Sorgue (1995) | 3:45  |
| 7.  | Touche pas à ma sœur (Paru sur le single Adios Zapata, 1995)                                                                                   | 4:55  |
| 8.  | Le camionneur rêveur (Paru sur La Fugue du Petit Poucet, 1986)                                                                                 | 2:55  |
| 9.  | Viens chez moi j'habite chez une copine (Bande originale de Viens chez moi, j'habite chez une copine, 1981)                                    | 2:44  |
| 10. | P'tit déj' blues (Bande originale de Viens chez moi, j'habite chez une copine, 1980)                                                           | 2:39  |
| 11. | Zénobe (Paru sur Natacha - Mambo à Buenos Aires, 1994)                                                                                         | 2:57  |
| 12. | La petite vague qui avait le mal de mer (Paru sur le livre audio, 1989)                                                                        | 11:40 |

## Édition 2012
À l'occasion de l'Intégrale sortie en 2012, un deuxième CD est ajouté aux Introuvables.
Ce deuxième tome est également sorti en format vinyle.
Il est composé des chansons suivantes :
| No  | Titre | Durée |
| --- | --- | ----- |
| 1.  | Encore un Rhum (Chanson de Soldat Louis, sortie sur l'album hommage VIP: Very Intimes Poteaux, 2010)                      |       |
| 2.  | Pondichéry (Disponible dans les bonus de Rouge Sang, 2006)                                                                |       |
| 3.  | Fallait pas !... (Bande originale du film Fallait pas !…, 1996)                                                           |       |
| 4.  | Le Petit Garçon (Reprise de Serge Reggiani sortie sur l'album hommage Autour de Serge Reggiani, 2004)                     |       |
| 5.  | Mon Paradis perdu (Inédit de Boucan d'enfer, paru sur un longbox, 2002)                                                   |       |
| 6.  | J'ai Rendez-vous avec vous (Reprise de Georges Brassens, de 1995, parue sur la compilation Le Plein de super)             |       |
| 7.  | Celui qui a mal tourné, 1992 (Reprise de Georges Brassens, prise différente de celle parue sur l'album Chantons Brassens) |       |
| 8.  | P... de toi (Reprise de Georges Brassens, de 1995, parue sur la compilation Le Plein de super)                            |       |
| 9.  | Les Oiseaux de passage (Reprise de Georges Brassens, de la période 1995, paru sur un single promotionnel)                 |       |
| 10. | 26 avril (Paru sur la compilation de Greenpeace, #20 ans Tchernobyl, 2006)                                                |       |

## ChansonTouche pas à ma sœur
La chanson s'ouvre sur des parasites provoqués par un auditeur tournant la molette de son poste de radio et s'arrêtant sur la station « Débilos radio » ; un animateur présente le chanteur « Topin la Mofa » et propose aux auditeurs de lui poser des questions. 
C'est un certain Renaud qui lui pose la question : « Chanteur, gentil, poli, bon cœur, qu'est-ce t'as fait à ma petite sœur… ».
Ladite petite sœur est tombée « amoureuse » du chanteur, collectionne photos et posters, suit ses faits et gestes dans les émissions de Bernard Pivot, de 7 sur 7, etc., ce que déplore grandement son aîné.  
C'est l'occasion pour Renaud d'ironiser et de dénoncer le phénomène Jordy, enfant chanteur dans les années 1990 : « Chanteur t'as six ans comme ma sœur, qu'est-ce qu'ils font tes parents ? Producteurs, eh ben dis-leur que les pires des dealers c'est ceux qui refourguent leur merde aux mineurs ».